# Cross Slab von Eassie
Die Cross Slab von Eassie ist etwa zwei Meter hoch und einen Meter breit. Sie wurde 1850 in einem Bach, hinter dem Friedhof der „Eassie Old Parish“ gefunden. Die Kirche liegt bei Forfar, nördlich der A 94 an einer Nebenstraße, westlich von Glamis, in Schottland, wo mit King Malcolms Gravstone ein weiterer Cross-Slab steht. Der Stein ist beidseitig skulptiert.

## Die Cross-Slab-Seite
Die Vorderseite der „Class II“ Kreuzplatte von Eassie, die ursprünglich ein Piktischer Symbolstein war, wird weitgehend durch ein fein geschnitztes, mit Knotenmustern verziertes Kreuz bedeckt. Die Ecken zeigen weiteren Schnitzereien. Oben links ist ein detaillierter Engel dargestellt, der gespiegelt auch oben rechts vorhanden war, wo er durch Schäden am Stein abgebrochen ist. Rechts unten, neben dem Kreuz, sind übereinander Tiere dargestellt. Von oben nach unten sind dies ein Hirsch, ein nicht identifizierbares Tier und ein Jagdhund. Links unten, ist neben dem Kreuzschaft, die große Darstellung eines Mannes, der einen Mantel, einen Schild und einen Speer trägt.

## Die Symbolsteinseite
Die Rückseite der Platte ist stärker erodiert und beschädigt. Die Seite links oben trägt piktische Symbole: ein piktisches Biest, eine Doppelscheibe und einen Z-Stab. Darunter sind drei Personen mit Mänteln dargestellt. Die Seite rechts scheint einen Baum in einem Topf stehend und einen anderen Mann mit Mantel und Speer darzustellen. Weiter unten ist der Stein noch mehr beschädigt, aber die linke untere Seite scheint eine Anzahl von Rindern zu zeigen, deren Umrisse mit komplizierten Mustern bedeckt sind. Die Mitte der Rückseite des Steins zeigt möglicherweise ein Hufeisen. Der Piktische Symbolstein entstand im 7. oder 8. Jahrhundert. Die Schnitzereien erinnern an Symbole auf den Piktensteinen von Aberlemno und Meigle.
Der Stein steht in der östlichen Ecke des Friedhofes in einem transparenten Schutzkasten, der ihn vor der Witterung schützt. Der Friedhof ist überdies Bleibe vieler alter Grabsteine. Dazu gehören eine Reihe von zur Sicherheit niedergelegten, oder noch an ihren ursprünglichen Standorten oder an den Wänden der Kirche stehenden.
Drei Kilometer westlich des Dorfes befinden sich in einem Museum die Cross-Slabs von Meigle.